# اولتیماتوم (فیلم ۱۹۳۸)
«التیماتوم» (انگلیسی: Ultimatum) فیلمی در ژانر جاسوسی و درام به کارگردانی روبرت وینه و روبرت زیودماک است که در سال ۱۹۳۸ منتشر شد. از بازیگران آن می‌توان به اریش فن اشتروهم و لیلا کدرووا اشاره کرد.